# Riga–Daugavpils jernbane
Riga–Daugavpils jernbane (lettisk: Dzelzceļa līnija Rīga—Daugavpils) er en 218 kilometer lang jernbanestrækning, der forbinder byerne Riga og Daugavpils i Letland.
Jernbanestrækningen er bygget med russisk sporvidde på 1.524 millimeter sporvidde. Den er dobbeltsporet på strækningen Riga–Krustpils og enkeltsporet på strækningen Krustpils–Daugavpils. Jernbanen er elektrificeret på strækningen Riga–Aizkraukle.
Jernbanestrækningen opførtes i det 19. århundrede for at forbinde Riga med byen Daugavpils og dermed med jernbanestrækningen Sankt Petersborg–Warszawa.